# Shift (popgroep)
Shift was een Nederlandse popgroep uit Hilversum die vooral bekend werd van de televisieserie Spijkerhoek.
De band werd in 1986 opgericht rond Hans van Eijck en John Ewbank als tekstschrijvers en zangeres Sophia Wezer. In 1989 werd de single When I Dream uitgebracht, maar deze werd geen succes. Datzelfde jaar ging de band figureren in Spijkerhoek, waarin het personage Patty Starrenburg (gespeeld door Mary-Lou van Stenis) ups en downs met haar band Shift beleefde. Bij de serie verscheen ook de single Wonderful als Patty & Shift en er werd opgetreden in Countdown, gevolgd door een korte tournee. Wonderful bereikte de tweede plaats in de Top 40 en zou tien weken genoteerd staan. In 1990 nam Shift deel aan het Nationaal Songfestival, waar met het nummer Helemaal een derde plaats behaald werd. In 1991 stopte de band.

## Bezetting
- Mary-Lou van Stenis - zang (in Spijkerhoek)
- Victor Reinier - toetsinstrumenten (in Spijkerhoek)
- Jan Willem Sterneberg - gitaar (in Spijkerhoek)
- John Ewbank - toetsinstrumenten
- Ronald Schilperoort - toetsinstrumenten
- Remon Zwaan - drums (tot 1990)
- Liane Hoogeveen - zang
- Sophia Wezer - zang
- Rick Melsert - basgitaar
- Marcel Bazuin - gitaar